# Bernhard Eitel

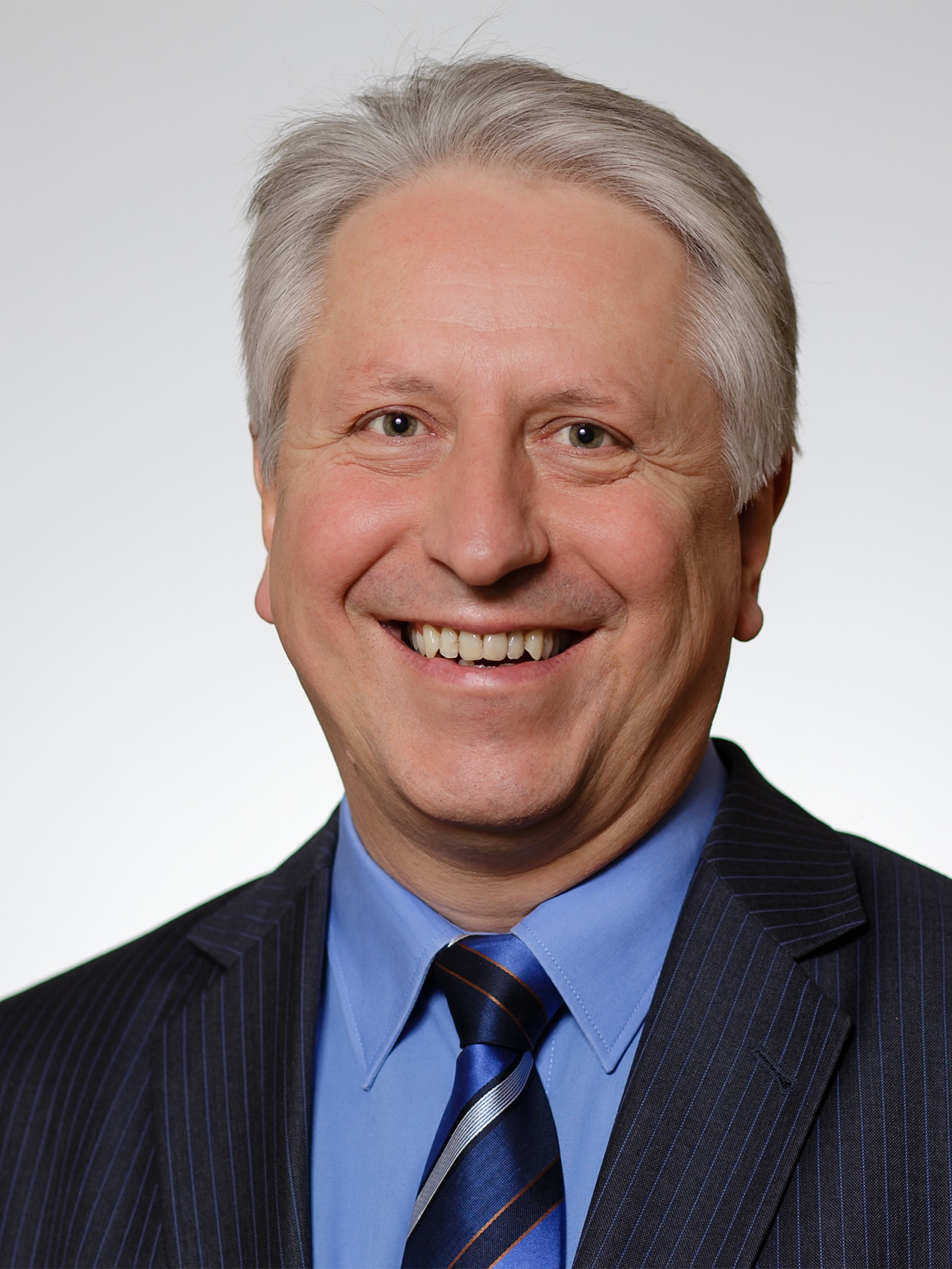
Bernhard Eitel (2013)

Bernhard Günter Heinrich Eitel (* 31. August 1959 in Karlsruhe) ist ein deutscher Geograph und Geowissenschaftler. Er war vom 1. Oktober 2007 bis 30. September 2023 Rektor der Ruprecht-Karls-Universität Heidelberg.

## Leben
Nach Besuch der Schulen in Haslach im Kinzigtal (1966–69) und Gengenbach (1969–79) absolvierte er 1979 sein Abitur; er wurde mit dem Scheffelpreis ausgezeichnet. Nach Ableistung seines Wehrdienstes in Nagold und Münsingen 1979/1980 studierte er von 1980 bis 1986 an der Universität Karlsruhe (TH) Geographie und Germanistik. Von 1986 bis 1989 war er Wissenschaftlicher Angestellter am Institut für Geographie und Geoökologie an der Universität Karlsruhe; 1989 war er Wissenschaftlicher Angestellter am Geographischen Institut der Universität Stuttgart. 1989 promovierte er an der Universität Stuttgart, Fakultät für Geo- und Biowissenschaften, bei Wolf Dieter Blümel mit der Arbeit Morphogenese im südlichen Kraichgau unter besonderer Berücksichtigung tertiärer und pleistozäner Decksedimente. Ein Beitrag zur Landschaftsgeschichte Südwestdeutschlands. Während seiner Zeit als Akademischer Rat am Geographischen Institut der Universität Stuttgart (1989–95) habilitierte er sich 1994 im Fach Physische Geographie mit der Habilitationsschrift Kalkreiche Decksedimente und Kalkkrustengenerationen in Namibia: Zur Frage der Herkunft und Mobilisierung des Calciumcarbonats.
1995 folgte er einem Ruf an die Universität Passau auf die Professur für Physische Geographie. 2001 wechselte er auf den Lehrstuhl für Physische Geographie an die Ruprecht-Karls-Universität Heidelberg (Nachfolge Dieter Barsch) und wurde Direktor des Geographischen Instituts. Seit 2002 hatte er verschiedene Dekanate inne, unter anderem war er von 2002 bis 2004 und von 2006 bis 2007 Prodekan (für Geowissenschaften) der Fakultät für Chemie und Geowissenschaften. Darüber hinaus leitete er das vormals räumlich am Max-Planck-Institut für Kernphysik (MPIK) beheimatete Lumineszenzlabor. 2007 wurde er Rektor der Universität Heidelberg und wurde 2012 und 2019 für jeweils sechs weitere Jahre im Amt bestätigt. Seine dritte Amtszeit beendete Eitel mit Ablauf des 30. September 2023. Seine Nachfolgerin ist Frauke Melchior.
Bernhard Eitel ist verheiratet und hat zwei Kinder.

## Wirken

### Wissenschaftliches Werk
Eitel begann seine akademische Laufbahn als Schüler von Alfred Wirthmann und Wolf Dieter Blümel. Seine wissenschaftlichen Schwerpunkte liegen in der Geomorphologie, Bodengeographie, Geoökologie, Trockengebietsforschung, Hydrogeographie, Limnologie, Quartärforschung sowie der Geoarchäologie und dem Umweltmanagement.
Er war Teilnehmer der geowissenschaftlichen Spitzbergen-Expeditionen SPE 90 und SPE 99. Regionale Schwerpunkte seiner Forschungen liegen in den Trockengebieten der Erde, vorwiegend in Afrika/Namibia, Südamerika/Peru und China/Xinjiang. Eitel definierte unter dem Eindruck hygrischer Fluktuationen im Rahmen von Klimaveränderungen die Wüstenrandgebiete als eigene geographische Einheiten und wandte sich gegen traditionelle linienhafte Abgrenzungen der Wüsten von semiariden Gebieten. Mit seinen Forschungen hat er die Bedeutung äolischer Sedimente, besonders die Bedeutung von Mineralstaub und (Wüstenrand-)Löss, sowie von feinkörnigen, schluffreichen Flutauslaufsedimenten (river-end deposits) für die Bodenfruchtbarkeit, die Bodenentwicklung und die (Paläo-)Klimaforschung neu positioniert. Er vertritt die Hypothese, dass die hochsensitiven Geoökosystemreaktionen in den Wüstenrandgebieten die Kulturentwicklung im ausklingenden Pleistozän und frühen Holozän entscheidend angestoßen haben.
Bernhard Eitel gilt als Naturwissenschaftler mit ausgeprägtem Hang zu Geistes- und Sozialwissenschaften.
Er hat zahlreiche wissenschaftliche Arbeiten und Aufsätze veröffentlicht. Er ist Mitherausgeber der Zeitschrift für Geomorphologie (= Annals of Geomorphology / Annales de Géomorphologie). der Zeitschrift GEOÖKO und der Heidelberger Geographischen Arbeiten.

## Mitgliedschaften
Bernhard Eitel war Vorstandsmitglied (1994–2002) und Vorsitzender (2002–2006) sowie Mitglied des Wissenschaftlichen Beirats (2006–2007) des AK Geomorphologie (Deutscher Arbeitskreis für Geomorphologie in der Deutschen Gesellschaft für Geographie DGfG e.V.). Von 2002 bis 2004 war er Vorsitzender der Heidelberger Geographischen Gesellschaft (HGG) sowie von 2004 bis 2007 Mitglied in ihrem Beirat. Zudem war er von 2002 bis 2007 Mitglied der Executive Commission of the International Association of Geomorphologists (IAG)-Working Group on „Interaction between Fluvial, Aeolian and Lacustrine Processes in Arid Regions“. 2002 war er Mitglied im Präsidium der GeoUnion Alfred-Wegener-Stiftung. Von 2004 bis 2009 war er Mitglied der UNESCO-IGCP 500 Management Group „Westerlies and Monsoons: impacts of Climate Change and Variability on Dryland Environments, Hydrology and People“. 2005 war er Mitglied in der Kommission des Landes Niedersachsen zur Forschungsevaluation im Fach Geographie an den Hochschulen Niedersachsens.
2008 wurde er in den Vorstand der Metropolregion Rhein-Neckar berufen.
Von April 2018 bis März 2020 war Bernhard Eitel Vorsitzender der Landesrektorenkonferenz Baden-Württemberg.
Von 2010 bis 2015 war er Mitglied des Kuratoriums der Hertie School of Governance.
Von 2012 bis 2014 war Bernhard Eitel Sprecher der German U15.
Von 2021 bis 2023 war Bernhard Eitel Mitglied des Vorstands der League of European Research Universities.
Seit 1981 ist er Mitglied der katholischen Studentenverbindung K.D.St.V. Normannia zu Karlsruhe im CV und seit 2014 Mitglied der katholischen Studentenverbindungen K.D.St.V. Arminia Heidelberg und K.D.St.V. Ferdinandea Prag zu Heidelberg ebenfalls im CV.
Von 2019 bis 2023 war er Mitglied des Governing Boards der 4EU+ European University Alliance. Von 2021 bis 2022 war er deren Vorsitzender.
Eitel ist Mitglied des Aufsichtsrates des Universitätsklinikum Mannheim.

## Ehrungen und Auszeichnungen
- Berufung in die Deutsche Akademie der Technikwissenschaften (acatech) (2008)
- Wahl zum korrespondierenden Mitglied des Deutschen Archäologischen Institutes (DAI) (2009)
- Aufnahme in die Deutsche Akademie der Naturforscher Leopoldina – Nationale Akademie der Wissenschaften (2010)[14]
- Commandeur dans l' Ordre des Palmes Académiques (2011)[15]
- Ehrendoktorwürde der Comenius-Universität Bratislava (2015)[16]
- Farouk El-Baz Award for Desert Research der Geological Society of America (2016)[17]
- Verleihung der „Pro Universitate“-Medaille der Semmelweis-Universität Budapest (2019)[18]
- Mehrfarbiger Orden der Aufgehenden Sonne am Band (2021)[19][20]
- Universitätsmedaille in Gold der Karls-Universität Prag (2021)[21]
- Ehrendoktorwürde der Eötvös-Loránd-Universität (ELTE) Budapest (2024)[22]
- Ehrensenator der Semmelweis-Universität Budapest (2024)[23]

## Schriften
- Different amounts of pedogenic palygorskite in South West African Cenozoic calcretes: Geomorphological, palaeoclimatical and methodological implications. In: Zeitschrift für Geomorphologie. Neue Folge Supplement-Band 121, 2000, S. 139–149.
- mit J. Eberle und R. Kuhn: Holocene environmental change in the Otjiwarongo thornbush savanna (Northern Namibia): Evidence from soils and sediments. In: Catena. Band 47, 2002, S. 43–62.
- mit K. van der Borg, J. Eberle und H. Megies: Late Pleistocene / Early Holocene glacial history of northern Andréeland (Northern Spitsbergen / Svalbard Archipelago): evidence from glacial and fluvio-glacial deposits. In: Zeitschrift für Geomorphologie. Neue Folge, Band 46, 2002, S. 337–364.
- mit S. Hecht, B. Mächtle, G. Schuhkraft, A. Kadereit, G. A. Wagner, B. Kromer, I. Unkel und M. Reindel: Geoarchaeological evidence from desert loess in the Nazca-Palpa region, southern Peru: Palaeoenvironmental changes and their impact on Pre-Columbian cultures. In: Archaeometry. Band 47, 2005, S. 137–185.
- mit A. Kadereit, W. D. Blümel, K. Hüser, J. Lomax und A. Hilgers: Fluvial deposits in the Upper Hoanib river catchment, northwestern Namibia: New evidence of environmental changes before and after the Last Glacial Maximum at the eastern Namib Desert Margin. In: Palaeogeography, Palaeoclimatology, Palaeoecology. Band 234, 2006, S. 201–222.
- mit B. Mächtle: Man and environment in the eastern Atacama Desert (Southern Peru): Holocene climate changes and their impact on Pre-Columbian cultures. In: M. Reindel, G. A. Wagner (Hrsg.): New Technologies for Archaeology. Springer, Berlin/Heidelberg 2009, S. 17–37.
- mit Joachim Eberle, Wolf Dieter Blümel, Peter Wittmann und Bettina Allgaier: Deutschlands Süden – vom Erdmittelalter zur Gegenwart.  Springer, Berlin/Heidelberg 2023, ISBN 978-3-662-66233-5.